# Koranverbrandingen in Zweden
Rond 2023 werden in Zweden bij protestacties tegen de toenemende invloed van de islam koranboeken verbrand. Deze manifestaties werden vooral in de moslimwereld veroordeeld en veroorzaakten nationale en internationale protesten, soms gewelddadig. Zweden heeft geen blasfemiewetten en laat koranverbrandingen toe op grond van de vrijheid van meningsuiting, maar de vrees voor terroristische aanslagen nam toe.
De Suojelupoliisi, de Finse veiligheidspolitie, berichtte dat zij op de hoogte was van Russische inmenging om islamofobische acties te organiseren waarmee de toetreding van Finland en Zweden tot de NAVO vertraagd moest worden.

## Koranverbrandingen
In april 2022 toerde de leider van de radicaal-rechtse Deense partij Stram Kurs, Rasmus Paludan, in Zweden om toespraken te houden. Hij had daarvoor journalist Chang Frick gevraagd om de aanvraag voor een demonstratievergunning te betalen. De uiterst rechtse Frick had banden met RT, het voormalige Russia Today, en Ruptly, een dochteronderneming van RT.
Tijdens zijn bijeenkomsten verbrandde Paludan een exemplaar van de koran, het heilige islamitische boek. Na deze provocatie voor moslims kwam het tot protestacties in heel Zweden, met rellen in onder meer Landskrona, Örebro en Linkoping. Twintig politiewagens werden in brand gestoken en 26 politiemensen en 14 betogers raakten gewond. Meer dan 40 relschoppers werden aangehouden. Heel wat relschoppers zouden volgens de politie banden hebben met het criminele milieu.
Op 14 januari 2023 hield Rasmus Paludan een anti-islammanifestatie bij de Turkse ambassade in Stockholm, waarbij hij nogmaals een koranboek verbrandde. President Erdoğan van Turkije gaf in een reactie aan dat Zweden van hem geen steun moest verwachten voor de aanvraag van het NAVO-lidmaatschap, dat Zweden had ingediend na de invasie van Rusland in Oekraïne in 2022. Turkije annuleerde het bezoek van de Zweedse minister van Defensie aan Ankara om over het lidmaatschap te onderhandelen. Enkele weken later wilde Rasmus Paludan ook in Noorwegen een koranverbranding bij de Turkse ambassade aldaar organiseren, maar dat werd door de overheid om veiligheidsredenen verboden.

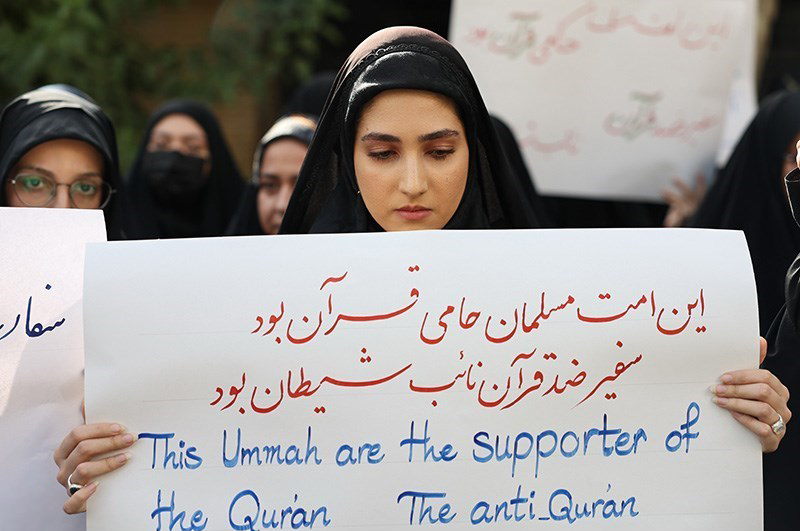
Tegenprotest koranverbrandingen in Teheran, Iran. (23 juli 2023)

Op 28 juni 2023 scheurde de 37-jarige Iraakse christelijke vluchteling Salwan Momika bladzijden uit de koran en stak ze in brand buiten de moskee van Stockholm. Momika is lid van Sverigedemokraterna (Zweedse Democraten), een Zweedse rechtse en ultranationalistische politieke partij. Op 20 juli herhaalde hij zijn actie. Bij hevige internationale protesten naar aanleiding van zijn acties werd brand gesticht bij de Zweedse ambassade in Bagdad, Irak. Dit leidde tot tegenprotesten in Denemarken, waarbij de koran werd verbrand buiten de ambassades van verschillende landen met een moslimmeerderheid. De overheden uit Turkije, Irak, de Verenigde Arabische Emiraten, Egypte, Syrië, Jordanië, Libië en Afghanistan veroordeelden de koranverbrandingen in Zweden. De Arabische Liga sprak van "agressie in het hart van ons moslimgeloof".

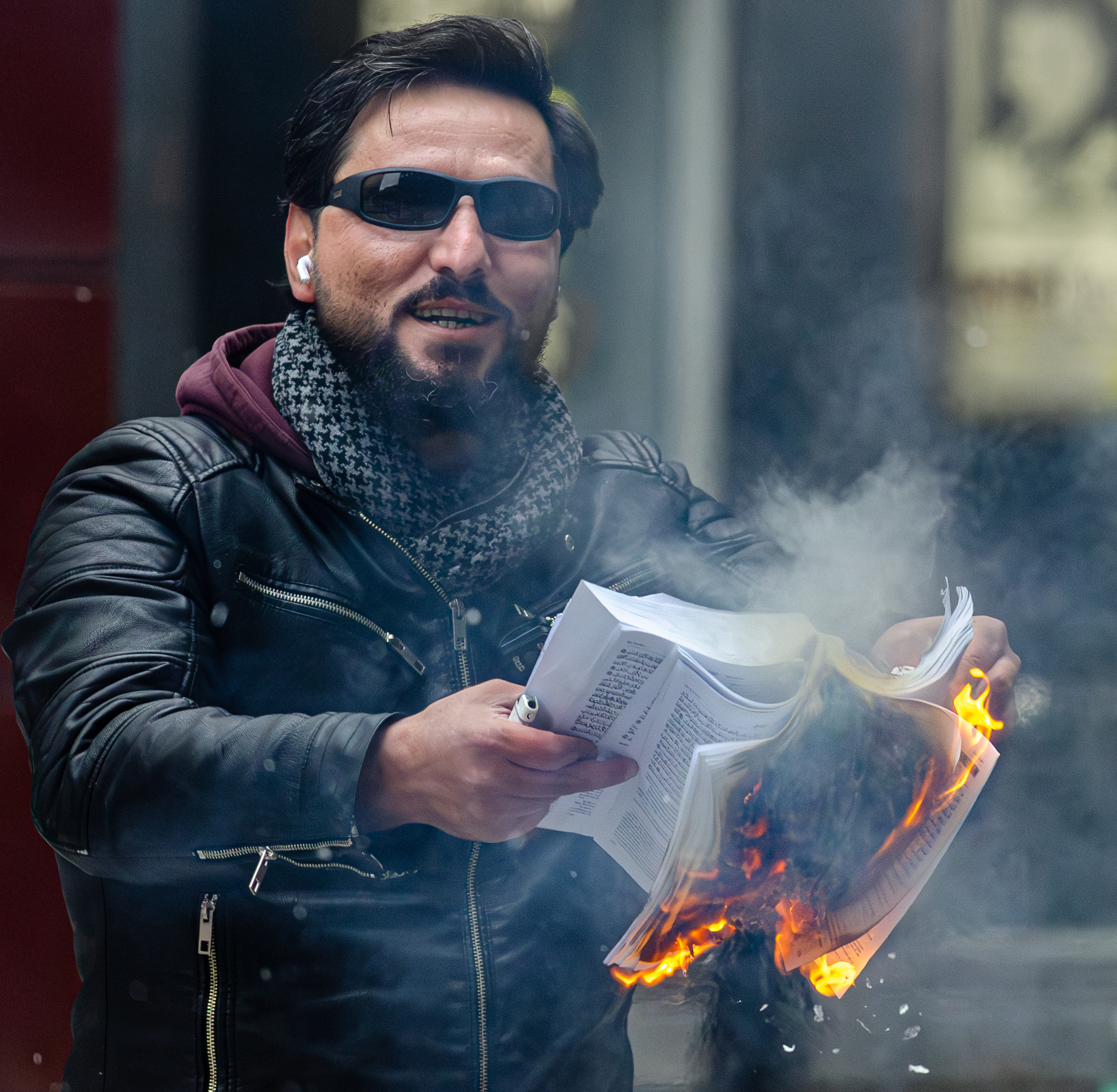
Salwan Momika bij een koranverbranding in 2023

Een groep Iraakse vluchtelingen in Zweden bleef onder leiding van Salwan Momika koranverbrandingen organiseren. Moslims riepen op wraak te nemen. De Zweedse politie verhoogde in augustus het terreurniveau naar het op een na hoogste niveau 4. Premier Kristersson van Zweden meldde dat er aanslagen verijdeld waren en dat meerdere mensen in Zweden en daarbuiten opgepakt waren. De veiligheidsadviseur van Zweden waarschuwde zijn landgenoten in binnen- en buitenland extra waakzaam te zijn voor de toenemende dreiging. Zweedse grenscontroles werden verscherpt.  Begin september 2023 waren er zware rellen in Malmö na alweer een koranverbranding.
De Deense overheid vond de recente lokale koranverbrandingen een bedreiging voor het land. Op 7 december 2023 keurde het Deens parlement een wet goed die het ontheiligen van geschriften van religieuze groeperingen op openbare plaatsen verbood. Overtreders riskeren een boete of een gevangenisstraf van maximaal twee jaar.
De Iraakse activist Salwan Momika werd op 29 januari 2025 doodgeschoten in zijn appartement in de Zweedse plaats Södertälje, terwijl hij bezig was met een live-uitzending op TikTok.

## Reacties

### Rooms-Katholieke kerk
Paus Franciscus veroordeelde met klem het verbranden van heilige boeken, hij deed deze uitstpraak in de Arabische krant Al-Ittihad.

## Terreuraanslag in België
Op 16 oktober 2023 speelde Zweden een voetbalinterland tegen Belgie in het Koning Boudewijnstadion te Brussel. De in Brussel wonende Tunesïer Abdeslam Lassoued schoot die avond twee Zweedse supporters dodelijk neer en één man raakte zwaargewond. Hij deed dit in naam van de Islamitische Staat en volgens de Zweedse media uit wraak voor de koranverbrandingen.